# Matsuura (Nagasaki)
Matsuura (松浦市  Matsuura-shi?) es una ciudad situada en la prefectura de Nagasaki, Japón. La ciudad de Matsuura está rodeada por montañanas por tres lados distintos, teniendo como única salida la bahía de Matsuura, la que conduce al Mar Genkai.
Desde el 1 de enero de 2009, la ciudad tiene un estimado de población de 25.567 habitantes y una densidad de población de 196 personas por km². La superficie total es de 130,37 km².

## Historia
La mención de una "población Matsuura" aparece en los registros escritos del período Heian, y esta zona estaba bajo la jurisdicción del clan Matsuura, un clan guerrero local. Takashima, dentro de los límites de la ciudad moderna, es el lugar donde las invasiones mongolas de Japón fracasaron debido a los vientos del tifón en los años 1274 y 1281, dando lugar a la leyenda de los kamikazes. En el período Edo, la zona estaba en gran parte bajo el control del Dominio Hirado.
Las aldeas de Sasa, Mikuriya, Hoshika, Chokawa, Imabuku, Fukushima y Takashima se establecieron con la creación del sistema municipal moderno el 1 de abril de 1889. El descubrimiento de carbón a principios del período Meiji llevó al rápido desarrollo económico de la zona a finales del siglo XIX y principios del siglo XX. Sin embargo, las minas de carbón fueron cerradas en la década de 1960.
El 1 de noviembre de 1922, Sasa fue elevada a la categoría de ciudad, seguida de Imabuku el 1 de abril de 1929. El 1 de enero de 1941, Mikuriya y Hosika se fusionaron para formar la ciudad de Shin-Mikuriya. Chokawa fue elevada a la categoría de ciudad el 1 de enero de 1949, seguida de Fukushima el 21 de enero de 1951. El 31 de marzo de 1955, Sasa, Shin Mikuriya y Chokawa se fusionaron para formar la ciudad de Matsuura. El 15 de abril de 1955, Imafuku fue anexada a Matsuura. El 1 de enero de 1975, Takashima fue elevada a la categoría de ciudad.
El 1 de enero de 2006, Matsuura absorbe los pueblos de Fukushima y Takashima (ambos del distrito Kitamatsuura) para convertirse en la ciudad actual y ampliada de Matsuura.

## Descripción
La ciudad de Matsuura es una agrupación de pequeños pueblos, comunidades periféricas, y algunas islas. El expueblo Shisa es la zona más poblada y constituye el centro de la ciudad y el centro de la ciudad de Matsuura. Al este de Shisa se encuentra Tsukinokawa, y más al este está el pueblo de Imabuku, que eran poblados separados hasta hace unos años.
Aoshima es una isla bastante pequeña en la bahía. Fukushima y Takashima son las islas más grandes. Se puede acceder a Fukushima y Takashima por un puente. Fukushima y Tsukinokawa son conocidas por sus terrazas de arroz en cascada.

## Economía
Matsuura se encuentra en una zona principalmente rural, con varias empresas industriales ubicadas cerca del centro de la ciudad que incluye una fábrica de acero, un mercado de pescado comercial, y una planta de energía regional. La cantidad de capturas de peces en la industria pesquera de Matsuuraes de aproximadamente 89.294 toneladas (8.º lugar en Japón).

## Ciudades hermanadas
Matsuura están hermanadas con las siguientes ciudades:
- Mackay, Queensland, Australia.